# Jean-Marie Tsébo
Jean-Marie Tsébo, né vers 1945 ou 1946, surnommé l'Homme de Khartoum, est un footballeur international camerounais des années 1970.

## Biographie
Milieu de terrain, il participe à la CAN 1970 au Soudan, inscrivant deux buts, lui permettant de gagner le surnom d'Homme de Khartoum, à la suite d'un coup franc des 40 mètres qui file directement dans le but soudanais. Néanmoins, le Cameroun, pour sa première participation, est éliminé au premier tour. Il est ensuite dans la liste pour la CAN 1972, jouée à domicile, mais sans toutefois jouer de match. Le Cameroun se classe troisième du tournoi.
En club, il joue pour l'Aigle Royal Nkongsamba, avec qui il remporte le championnat du Cameroun en 1971.
En 2005, il est victime d'un AVC, lui causant des dommages irréversibles comme la perte de la parole. En 2008, il est considéré comme étant "entre la vie et la mort". 

### Buts en sélection
| Buts de Jean-Marie Tsébo en sélection (incomplet) | Buts de Jean-Marie Tsébo en sélection (incomplet) | Buts de Jean-Marie Tsébo en sélection (incomplet) | Buts de Jean-Marie Tsébo en sélection (incomplet) | Buts de Jean-Marie Tsébo en sélection (incomplet) | Buts de Jean-Marie Tsébo en sélection (incomplet) | Buts de Jean-Marie Tsébo en sélection (incomplet) |
| ------------------------------------------------- | ------------------------------------------------- | ------------------------------------------------- | ------------------------------------------------- | ------------------------------------------------- | ------------------------------------------------- | ------------------------------------------------- |
| -                                                 | Date                                              | Lieu                                              | Adversaire                                        | Résultat                                          | Compétition                                       |                                                   |
| 1                                                 | 8 février 1970                                    | Khartoum (Soudan)                                 | Éthiopie                                          | 3-2                                               | CAN 1970 (1er tour)                               |                                                   |
| 2                                                 | 10 février 1970                                   | Khartoum (Soudan)                                 | Soudan                                            | 1-2                                               | CAN 1970 (1er tour)                               |                                                   |

## Palmarès
- Troisième de la Coupe d'Afrique des nations en 1972 avec l'équipe du Cameroun
- Champion du Cameroun en 1971 avec l'Aigle Royal Nkongsamba
- Finaliste de la Coupe du Cameroun en 1970 avec l'Aigle Royal Nkongsamba